# Stade de Banfora
Stade de Banfora – piłkarski stadion w Banforze w Burkinie Faso. Stadion mieści 6 000 osób. Na stadionie grają zawodnicy klubu USCO Banfora.